# Alojz Dravec
Alojz Dravec (mađ.: Drávecz Alajos) (Slovenska ves, 29. studenog, 1866. – Lipník nad Bečovu, 28. kolovoza, 1915.) je slovenski pisac i etnolog u Mađarskoj.

## Životopis
Rođen je u seljačkoj obitelji, kod Monoštra (Szentgotthárd), njegovi roditelji su bili Števan Dravec i Rozalija Korpič. Osnovnu školu je pohađao u Števanovcima.
Preselio se u Ameriku sa svojom ženom u mladosti, no i vratio se kući u Mađarsku. Oni se naseljavaju (po drugi put) kod Monoštra, u Trošću (Rábakethely). Vojevao u prvom svjetskom ratu i pao daleko u Moravskoj.
Dravec je dokumentirao lokalnim slavenskim narodima tradiciju prosinca i prvi detaljno obradio Lucijin dan (licíjivo, 13. prosinca).

## Djela
- Národna vera i navade v vési (ostao u rukopisu tek)